# Varennes-Saint-Honorat
Varennes-Saint-Honorat é uma comuna francesa na região administrativa de Auvérnia-Ródano-Alpes, no departamento de Alto Loire. Estende-se por uma área de 11,5 km². Em 2010 a comuna tinha 26 habitantes (densidade: 2,3 hab./km²).